# El Crucero
El Crucero – miasto w Nikaragui; 17 400 mieszkańców (2006). Przemysł spożywczy, włókienniczy.